# Michalovce (huyện)
Michalovce (okres Michalovce) là một huyện nằm ở vùng hành chính Košice, đông Slovakia. Cho đến năm 1918, huyện này được chia tách giữa hai hạt của Vương quốc Hungary là Zemplín ở phía tây và Ung ở phía đông.

## Dân số
| Năm            | 1994    | 2004    | 2014    | 2024    |
| -------------- | ------- | ------- | ------- | ------- |
| Số lượng người | 107.477 | 109.322 | 110.714 | 107.936 |
| Sự khác biệt   |         | +1,71%  | +1,27%  | −2,50%  |

| Năm            | 2023    | 2024    |
| -------------- | ------- | ------- |
| Số lượng người | 108.132 | 107.936 |
| Sự khác biệt   |         | −0,18%  |

## Đô thị
- Bajany
- Bánovce nad Ondavou
- Beša
- Bracovce
- Budince
- Budkovce
- Čečehov
- Čičarovce
- Čierne Pole
- Drahňov
- Dúbravka
- Falkušovce
- Hatalov
- Hažín
- Hnojné
- Horovce
- Iňačovce
- Ižkovce
- Jastrabie pri Michalovciach
- Jovsa
- Kačanov
- Kaluža
- Kapušianske Kľačany
- Klokočov
- Krásnovce
- Krišovská Liesková
- Kusín
- Lastomír
- Laškovce
- Lesné
- Ložín
- Lúčky
- Malčice
- Malé Raškovce
- Markovce
- Maťovské Vojkovce
- Michalovce
- Moravany
- Nacina Ves
- Oborín
- Oreské
- Palín
- Pavlovce nad Uhom
- Petrikovce
- Petrovce nad Laborcom
- Poruba pod Vihorlatom
- Pozdišovce
- Ptrukša
- Pusté Čemerné
- Rakovec nad Ondavou
- Ruská
- Senné
- Slavkovce
- Sliepkovce
- Staré
- Strážske
- Stretava
- Stretavka
- Suché
- Šamudovce
- Trhovište
- Trnava pri Laborci
- Tušice
- Tušická Nová Ves
- Veľké Kapušany
- Veľké Raškovce
- Veľké Slemence
- Vinné
- Vojany
- Voľa
- Vrbnica
- Vysoká nad Uhom
- Zalužice
- Závadka
- Zbudza
- Zemplínska Široká
- Zemplínske Kopčany
- Žbince